# Іст-Віндзор Тауншип (Нью-Джерсі)
Іст-Віндзор Тауншип (англ. East Windsor Township) — селище (англ. township) в США, в окрузі Мерсер штату Нью-Джерсі. Населення — 30 045 осіб (2020).

### Клімат
| Клімат : Іст-Віндзор Тауншип | Клімат : Іст-Віндзор Тауншип | Клімат : Іст-Віндзор Тауншип | Клімат : Іст-Віндзор Тауншип | Клімат : Іст-Віндзор Тауншип | Клімат : Іст-Віндзор Тауншип | Клімат : Іст-Віндзор Тауншип | Клімат : Іст-Віндзор Тауншип | Клімат : Іст-Віндзор Тауншип | Клімат : Іст-Віндзор Тауншип | Клімат : Іст-Віндзор Тауншип | Клімат : Іст-Віндзор Тауншип | Клімат : Іст-Віндзор Тауншип | Клімат : Іст-Віндзор Тауншип |
| Показник                     | Січ.                         | Лют.                         | Бер.                         | Квіт.                        | Трав.                        | Черв.                        | Лип.                         | Серп.                        | Вер.                         | Жовт.                        | Лист.                        | Груд.                        | Рік                          |
| Середній максимум, °C        | 4,3                          | 6,1                          | 10,6                         | 17,1                         | 22,6                         | 27,6                         | 30,1                         | 29,1                         | 25,3                         | 19,1                         | 13,1                         | 6,8                          | 17,7                         |
| Середня температура, °C      | −0,4                         | 1,1                          | 5,2                          | 10,9                         | 16,3                         | 21,5                         | 24,1                         | 23,2                         | 19,2                         | 12,8                         | 7,6                          | 2,2                          | 12,1                         |
| Середній мінімум, °C         | −5,1                         | −3,9                         | −0,3                         | 4,8                          | 9,9                          | 15,4                         | 18,1                         | 17,4                         | 13,1                         | 6,7                          | 2,2                          | −2,4                         | 6,4                          |
| Норма опадів, мм             | 86                           | 67                           | 104                          | 102                          | 104                          | 110                          | 128                          | 105                          | 106                          | 95                           | 90                           | 98                           | 1195                         |
| Вологість повітря, %         | 65.6                         | 62.4                         | 58.6                         | 58.7                         | 63.0                         | 67.5                         | 67.5                         | 70.2                         | 71.0                         | 70.3                         | 68.2                         | 67.5                         | 65.9                         |
| ---------------------------- | ---------------------------- | ---------------------------- | ---------------------------- | ---------------------------- | ---------------------------- | ---------------------------- | ---------------------------- | ---------------------------- | ---------------------------- | ---------------------------- | ---------------------------- | ---------------------------- | ---------------------------- |
| Джерело: PRISM Climate Group |                              |                              |                              |                              |                              |                              |                              |                              |                              |                              |                              |                              |                              |

## Демографія
Згідно з переписом 2010 року, у селищі мешкало 27 190 осіб у 10 224 домогосподарствах у складі 7170 родин. Було 10851 помешкання
Расовий склад населення:
| - 62,1 % — білих - 17,7 % — азіатів - 8,6 % — чорних або афроамериканців - 0,5 % — корінних американців - 0,1 % — вихідців з тихоокеанських островів - 8,3 % — осіб інших рас |

До двох чи більше рас належало 2,7 %. Частка іспаномовних становила 19,6 % від усіх жителів.
За віковим діапазоном населення розподілялося таким чином: 24,2 % — особи молодші 18 років, 64,2 % — особи у віці 18—64 років, 11,6 % — особи у віці 65 років та старші. Медіана віку мешканця становила 38,2 року. На 100 осіб жіночої статі у селищі припадало 95,2 чоловіків;  на 100 жінок у віці від 18 років та старших — 92,1 чоловіків також старших 18 років.
Середній дохід на одне домашнє господарство  становив 99 915 доларів США (медіана — 82 700), а середній дохід на одну сім'ю — 110 783 долари (медіана — 95 701). Медіана доходів становила 66 474 долари для чоловіків та 52 027 доларів для жінок. За межею бідності перебувало 9,5 % осіб, у тому числі 8,5 % дітей у віці до 18 років та 8,6 % осіб у віці 65 років та старших.
Цивільне працевлаштоване населення становило 13 651 осіб. Основні галузі зайнятості: освіта, охорона здоров'я та соціальна допомога — 17,9 %, науковці, спеціалісти, менеджери — 13,8 %, роздрібна торгівля — 12,0 %, виробництво — 11,4 %.